# فرد بيكر (عسكري)
فرد بيكر (بالإنجليزية: Fred Baker)‏ هو عسكري نيوزيلندي، ولد في 19 يونيو 1908 في Kohukohu, New Zealand ‏ في نيوزيلندا، وتوفي في 1 يونيو 1958 في ويلينغتون في نيوزيلندا.